# Ustra Peak
Ustra Peak (in lingua bulgara: връх Устра, Vrah Ustra) è un picco roccioso antartico, alto 195 m, situato sulla costa della Walker Bay nell'Isola Livingston, che fa parte delle Isole Shetland Meridionali, in Antartide. 

## Denominazione
La denominazione è stata assegnata dalla Commissione bulgara per i toponimi antartici in riferimento all'antica fortezza medievale di Ustra, situata nella parte orientale dei Monti Rodopi, in Bulgaria.

## Localizzazione
Il picco è posizionato alle coordinate 62°38′26″S 60°35′57″W, subito a sudest del Ghiacciaio Verila, 2.1 km a ovest di Krakra Bluff e 1,71 km a nord-nordest di Hannah Point.
Mappatura britannica nel 1968. Rilevazione topografica bulgara sulla base dei dati della spedizione Tangra 2004/05 con mappatura nel 2005 e 2009. 

## Mappe
- L.L. Ivanov et al. Antarctica: Livingston Island and Greenwich Island, South Shetland Islands. Scale 1:100000 topographic map. Sofia: Antarctic Place-names Commission of Bulgaria, 2005.
- L.L. Ivanov. Antarctica: Livingston Island and Greenwich, Robert, Snow and Smith Islands. Scale 1:120000 topographic map.  Troyan: Manfred Wörner Foundation, 2009.  ISBN 978-954-92032-6-4